# AquaInspector Server
AquaInspector — аппаратно-программный комплекс для организации доступа в Интернет на предприятиях среднего и малого бизнеса, в госучреждениях, учреждениях здравоохранения и образования и т. д. Работает на операционной системе Microsoft Windows. Разработан на базе оборудования КГ Аквариус и программного обеспечении Traffic Inspector компании «Смарт-Софт». До августа 2010 выпускался под названием Traffic Inspector Internet Center.
Аппаратно-программный комплекс AquaInspector включает в себя прокси-сервер, межсетевой экран, систему биллинга, веб-сервер статистики, почтовый шлюз, систему мониторинга. Биллинговая система имеет сертификат соответствия связи (ССС) ОС-3-СТ-0395 с 06 июля 2012 года до 06 июля 2015 года. Программа Traffic Inspector также сертифицирована в ФСТЭК РФ. Интернет-шлюз использует операционную систему Windows Server 2012R2, возможна комплектация дополнительными антивирусными модулями, модулями контентной фильтрации, фильтрации спама и рекламы.
Интернет — шлюз AquaInspector поставляется настроенным, имеет режим возврата к заводским настройкам, гарантию 3 года.
Однако по сравнению с ПО аппаратно-программный комплекс имеет более низкую производительность (ограничения для AquaInspector Foundation и Standard - до 200 учётных записей, ограничения для версии AquaInspector Server Ultimate) - до 600.
16 июля 2012 года выпущено решение для домохозяйств AquaInspector Home Server.
10 сентября 2012 года вышла версия AquaInspector Server Standard с установленной операционной системой Windows 2008 R2 Standard. С AquaInspector Server Standard возможна работа в домене с неограниченном количеством пользователей в Active Directory.
В июне 2013 года линейка AquaInspector пополнилась новыми позициями: версии AquaInspector 2013 Server Standard и AquaInspector 2013 Server Foundation. Интернет-шлюзы оснащены новой мощной аппаратной платформой, при этом пропускная способность увеличилась в 2 раза.
25 июня 2013 года выпущен AquaInspector Server Ultimate - стоечный вариант AquaInspector. Он отличается высокой производительностью (пропускная способность через NAT до 400 Мбит/с, через Proxy до 200 МБит/с) и оперативной памятью 16GB. Решение имеет 4 гигабитных сетевых интерфейса, выделенный сетевой порт для удаленного управления и мониторинга системы, 2 блока питания, внутренний Slim DVD-RW привод. Имеется возможность установки 3-х дополнительных жёстких дисков и установки в стойку или серверный шкаф. В комплекте идет лицензия на Windows 2008R2 Standard x64 (по умолчанию) и Windows 2012 Standard x64.
12 марта 2014 года была представлена обновлённая линейка шлюзов AquaInspector Server Foundation 2014, AquaInspector Server Standard 2014 и AquaInspector Server Ultimate 2014.
Были улучшены технические характеристики и производительность серверов, благодаря новой аппаратной платформе Intel Haswell и самой совершенной ОС Windows Server 2012R2(Foundation и Standard).
На сегодняшний день доступны следующие позиции AquaInspector:
- AquaInspector

Модель начального уровня в линейке интернет-шлюзов. Предназначена для небольших компаний, гос. организаций, учреждений образования и здравоохранения (численность интернет-пользователей до 50). На базе Windows Server 2012R2 Foundation.
- AquaInspector Pro

Средняя модель в линейке интернет-шлюзов. Выполнена в корпусе mini-tower c 2 LAN-портами (расширение до 3). Пропускная способность для IMIX-трафика через NAT - 300 Мбит/с, через Proxy - 200 МБит/с. Предназначена для офисов, гос. организаций, учреждений образования и здравоохранения (численность интернет-пользователей до 100).
- AquaInspector Enterprise

Старшая модель в линейке интернет-шлюзов. Выполнена в виде 1U rack-модуля с 4 LAN-портами (расширение до 8). Пропускная способность для IMIX-трафика через NAT - 400 Мбит/с, через Proxy - 250 МБит/с. Предназначена для предприятий среднего бизнеса, крупных гос. учреждений, больниц, ВУЗов и университетов (численность интернет-пользователей до 600).

## Основные возможности AquaInspector
- Контроль интернет-доступа
- Защита от вирусов, спама, рекламы
- Экономия трафика
- Наблюдение за работой персонала
- Wi-Fi
- Восстановление и резервное копирование данных
- Удаленное управление

## Пресса
- Traffic Inspector Internet Center. Аппаратный шлюз для контроля, экономии и защиты. Журнал "Системный администратор" (1 июля 2010). Дата обращения: 10 июля 2010. Архивировано 14 мая 2012 года.

- «Смарт-Софт» представил новую версию интернет-шлюза AquaInspector. CNews (18 апреля 2011). Дата обращения: 18 апреля 2011. Архивировано из оригинала 21 ноября 2011 года.
- AquaInspector для тех, кто "хочет все и сразу". Софт@Mail.Ru (31 марта 2011). Дата обращения: 31 марта 2011. Архивировано из оригинала 19 апреля 2012 года.
- Traffic Inspector превращается в AquaInspector. WindowsITPro/re (1 сентября 2010). Дата обращения: 1 октября 2010.
- Михаил Абрамзон. Сетевые инспекторы. Windows в офисе. Что может быть проще? Системный администратор (25 июля 2011). Дата обращения: 25 июля 2011. Архивировано 14 мая 2012 года.
- AquaInspector или готовое решение для организации, контроля и защиты доступа в интернет. Foxnetwork (21 июня 2012). Архивировано 10 июля 2013 года.